# New York (tidskrift)
New York är en amerikansk tidskrift som utkommer veckovis. Den behandlar New Yorks liv, kultur och politik, och grundades 1968 av Milton Glaser och Clay Felker som en konkurrent till The New Yorker.
2005 var upplagan på 437 181 – 94,6 procent av de kom från abonnenter. Hemsidan har 1,1 miljoner besökare varje månad.